# Петренко, Николай Владимирович
Николай Владимирович Петренко (род. 1928) — советский передовик производства в области энергетического машиностроения. Герой Социалистического Труда (1971).

## Биография
Родился  17 апреля 1928 года на хуторе Ключникова Балка, Неклиновского района, Ростовской области.
С 1944 по 1953 годы — работал, учился и служил в Советской армии. С 1953 года работал в трубном цехе №1 на заводе «Красный котельщик», работал в бригаде А. П. Плахова.
С 1956 года — руководитель бригады сборщиков-котельщиков трубного цеха №2, его бригада впервые в истории завода изготавливала блоки радиационного пароперегревателя, первой использовала новый метод сборки потолочных труб пароперегревателей.
9 июля 1966 года «за отличие в труде» Н. В. Петренко Указом Президиума Верховного Совета СССР  был награжден орденом Трудового Красного Знамени. «За высококачественное и быстрое изготовление блоков котла мощностью 2500 тонн пара в час» Н. В. Петренко был награжден Золотой медалью ВДНХ.
5 апреля 1971 года  «за особые заслуги в выполнении заданий пятилетнего плана» Указом Президиума Верховного Совета СССР  Александру Ивановичу Скляренко было присвоено звание Героя Социалистического Труда с вручением Медали «Серп и Молот» и Орденом Ленина.
С конца 1980-х годов на пенсии, жил в городе Таганроге.

## Награды
- Медаль «Серп и Молот» (5.04.1971)
- Орден Ленина (5.04.1971)
- Орден Трудового Красного Знамени (9.07.1966)
- Золотая медаль ВДНХ